# Polizeiruf 110: Über den Tod hinaus
Über den Tod hinaus ist ein deutscher Kriminalfilm von Manfred Stelzer aus dem Jahr 1997. Der Fernsehfilm erschien als 189. Folge der Filmreihe Polizeiruf 110.

## Handlung
Hauptkommissar Jens Hinrichs ist frustriert, muss er doch einen wiederholten Einbruch in einen Kiosk untersuchen und damit erneut einen Fall von Versicherungsbetrug. Er beschwert sich bei seinem Vorgesetzten Dr. Stuber, hat er neben einer sehr guten Ausbildung doch auch zahlreiche Weiterbildungen absolviert. Die wirklich wichtigen Fälle werden jedoch vom LKA übernommen, sodass Hinrichs jegliche Aussicht auf beruflichen Aufstieg fehlt. Sein nächster Fall ist kaum besser: er muss sich mit Importen gefälschter Rassehunde aus Dänemark auseinandersetzen. Obwohl er als Mensch mit Angst vor Hunden dabei lieber Kommissar Kurt Groth an seiner Seite wüsste, muss er allein recherchieren. Groth hat sich entschlossen, Urlaub zu machen. Er hat beim Angeln zufällig das ehemalige Gästehaus der Gewerkschaft besucht, das nun unter dem Namen Haus Humanitas als Altenheim fungiert. Hier war er zum Essen eingeladen worden und hatte seinen alten Schulfreund Kurt wiedergetroffen. Seine Urlaubszeit will er damit verbringen, auf einem ungenutzten Rasenstück des Altenheims einen Garten anzulegen. Im Heim lässt man den passionierten Hobbygärtner gerne gewähren, weiß doch niemand, dass Groth Kriminalbeamter ist.
Eines Tages sucht eine junge Frau aus Amerika das Heim auf, um ihren Großvater Weber zu besuchen, der jedoch laut Heimleiterin Elisabeth von Esterhazy gerade verreist ist. Sie zeigt Webers Enkelin sein Zimmer. Der Frau kommen jedoch Zweifel, da viele Einrichtungsgegenstände nicht zu ihren Großvater passen. Sie gibt bei Hinrichs eine Vermisstenanzeige auf. Ein Grund ist auch, dass es ihr bereits ein Jahr lang nicht gelungen ist, ihren Großvater telefonisch zu erreichen. Am nächsten Tag lässt die Heimleitung Weber offiziell sterben, es findet eine Trauerfeier statt und auch ein Traueressen. Bald darauf erscheint Hinrichs im Heim und ist erstaunt, Groth bereits im Garten vorzufinden. Vor Elisabeth gibt sich Hinrichs spontan als Groths Sohn aus, der seinen Vater mal im Urlaub besuchen wollte. Groth will von Ermittlungen nichts wissen, habe er doch Urlaub. Auch ihn macht der plötzliche Tod Webers kurz nach dem Besuch der Enkelin stutzig, zumal die Altenheimbewohner keinerlei finanzielle Schwierigkeiten zu haben scheinen, obwohl die Zimmer teuer und das Essen dank dem ehemaligen Fernsehkoch und jetzigen Bewohner von Haus Humanitas erlesen ist. Kurt meint auf Nachfrage, dass die Bewohner des Hauses auch über den Tod hinaus füreinander da seien; eine nähere Erklärung gibt er Groth nicht.
Kurt wird in Kürze Geburtstag feiern, sodass die Heimbewohner schon seit einiger Zeit eine kleine Feier samt Bühnenprogramm einstudieren. Zwei Tage vor seinem Geburtstag stirbt er überraschend. Sofort greift der Plan, wie er bei allen Toten des Heims eingesetzt wird: Kurt wird in den Kühlraum des Heims gebracht, wo bereits fünf andere Leichen lagern. Die Bewohner überlegen, wer Kurts freien Platz im Heim einnehmen könnte, und wollen ihn Groth anbieten. Ein Privatdetektiv erscheint, der von Kurt zu Lebzeiten mit Recherchen zu Groth beauftragt worden war. So erfahren die Bewohner, dass Groth bei der Polizei war – die Daten waren für den Detektiv nur bis 1990 und damit zu Groths Vorruhestand abrufbar. Sicher wissen sie nun jedoch, dass Hinrichs nicht Groths Sohn sein kann, weil der nach Datenlage nur eine Tochter hatte. Unruhe macht sich breit und so beschließen die Heimbewohner, die im Keller des Hauses liegenden Leichen verschwinden zu lassen.
Sie laden Groth und Hinrichs zu einer Generalprobe ihres Bühnenprogramms für Kurt ein. Hinrichs erscheint mit einem „Probehund“, hatte ihm Groth doch zur Kurierung seiner Angst vor Hunden die Anschaffung eines Hundes empfohlen. Während das Programm läuft, transportieren Heimärztin Dr. Hansen und Heimfriseur Rene Schmeidle die Leichen in einen Kleintransporter. Hinrichs läuft jedoch der Hund weg und so entdeckt er im Kühlraum zwei der insgesamt sechs Toten. Er informiert Dr. Stuber und unterbricht am Ende die Vorstellung, indem er sich als Kommissar zu erkennen gibt. Mit Groth begibt er sich zum Kühlraum, der jedoch leer ist. Elisabeth erklärt, dass der Raum vor allem in wärmeren Monaten natürlich zur Kühlung der Toten genutzt wird. Auch Kurt sei verstorben – seine Leiche ist in seinem Zimmer aufgebahrt. Die Heimbewohner brechen kurz darauf zu einem Ausflug auf, Schmeidle sei mit einem ersten Bus bereits losgefahren. Da Hinrichs vermutet, dass die Toten im Bus sind, fährt er mit Groth hinterher. Groth erklärt ihm, dass im Heim keine Menschen ermordet wurden. Sie seien eines natürlichen Todes gestorben, jedoch nicht als tot gemeldet worden. So habe die Heimleitung die Renten für sechs Personen erhalten und so eine Lebensmöglichkeit für alle Bewohner garantieren können. Sei eine siebente Person verstorben, habe sie den Platz einer der sechs bereits Toten eingenommen, wobei der nun älteste Tote offiziell als verstorben gemeldet worden sei. Kurz darauf treffen Hinrichs und Groth auf die Heimbewohner. Der erste Kleinbus hat einen „Unfall“ gehabt und ist in Flammen aufgegangen. Retten konnte sich nur Fahrer Schmeidle. Die Leichen des Kühlhauses sind so auf einen Schlag offiziell gestorben und Hinrichs kann dem Heim nichts mehr nachweisen. Er weiß nicht, wie er Dr. Stuber den Fall beibringen soll, doch meint Groth, dass es ein Versicherungsfall wegen des ausgebrannten Wagens sei – und damit ein typischer Fall, den Stuber Hinrichs sowieso nur zutraue.

## Produktion
Über den Tod hinaus wurde in Schwerin und Umgebung gedreht. Die Kostüme des Films schuf Heidi Plätz, die Filmbauten stammen von Peter Bausch. Der Film erlebte am 11. Mai 1997 auf Das Erste seine Fernsehpremiere. Die Zuschauerbeteiligung lag bei 17,3 Prozent.
Es war die 189. Folge der Filmreihe Polizeiruf 110. Die Kommissare Hinrichs und Groth ermittelten in ihrem 9. Fall.

## Kritik
Die „Story von den cleveren Senioren aus dem Altenheim, die die Rentenpolitik auf ihre ganz eigene Art aushebeln, [ist] eine besonders vergnüglich unmoralische“, stellte die Mitteldeutsche Zeitung fest. „Ein Klasse-Team […] tobt sich aus in einer Geschichte, die am Ende die kriminelle Energie wenigstens halbwegs triumphieren ließ.“ Über den Tod hinaus sei ein „wunderbar bodenständiges Plädoyer für ein bißchen Anarchie im Osten und der beste Beweis dafür, daß ein Sonntagabend-Krimi keinen Mord braucht, sondern vor allem ein gutes Drehbuch“, befand Die Tageszeitung. In dem „spannende[n] Fall mit gut aufgelegten Kommissaren“ sah die TV Spielfilm ein „herrliches Argument für die Rentenerhöhung“.